# ElgooG
elgooG는 구글의 미러 웹사이트이다. 검색을 할 때도 거꾸로 넣어야 하며, 검색 결과도 모두 글자가 거꾸로 배열된다. 이 사이트는 중국 사람들이 인기 있는 검색 엔진에 접근하는 방법이었다. 그러나 현재는 중화인민공화국(중국)에서는 차단되어 있다.
이 외에 네트워크 연결이 없을 때 등장하는 공룡 게임, 스타크래프트 14주년을 기념하여 만들어진 저그 러쉬 등 과거 구글의 모습을 볼 수 있는 사이트이다.

## 같이 보기
- 구글